# Tetrachyron manicatum
Tetrachyron manicatum là một loài thực vật có hoa trong họ Cúc. Loài này được Schltdl. miêu tả khoa học đầu tiên năm 1847.